# Saint-André-en-Royans
Saint-André-en-Royans – miejscowość i gmina we Francji, w regionie Owernia-Rodan-Alpy, w departamencie Isère.
Według danych na rok 1990 gminę zamieszkiwały 273 osoby, a gęstość zaludnienia wynosiła 26 osób/km² (wśród 2880 gmin regionu Rodan-Alpy Saint-André-en-Royans plasuje się na 1356. miejscu pod względem liczby ludności, natomiast pod względem powierzchni na miejscu 1083.).